# Geek-art
Geek-art est un blog français traitant de la culture geek dans le graphisme, l’illustration, la photographie et la sculpture. Le blog a été créé en 2009 par Thomas Olivri, un ancien concepteur-rédacteur chez McCann Paris. Les articles du blog sont disponibles en français et en anglais. 
Le succès rencontré par le blog a permis à son créateur d'éditer en 2012 une version papier intitulée Geek-art Une Anthologie qui fut rééditée en octobre 2013. Un second volume fut publié en 2015.

## Présentation
Le blog prend vie autour d'articles (écrits en français et traduits en anglais) traitant essentiellement d’œuvres de graphistes, d'illustrateurs, de photographes et de sculpteurs avec comme point commun la réappropriation de la culture geek. Une culture nommée Geekdom (mot-valise tiré de geek et kingdom) par le créateur du blog. Ce mot fait référence à la richesse de l'univers geek qu'il a côtoyé à travers les ans : passant par la BD, le comics, le jeu vidéo, le cinéma, la littérature de science-fiction et l'heroic fantasy
« Tous ces univers mélangés, que j’appelle le Geekdom dans tous mes posts font partie plus ou moins de l’imaginaire collectif (encore plus de nos jours avec le succès grandissant des films de super héros par exemple : la culture geek est devenue rentable), et on peut même, désormais, l’appeler une culture à part entière. »
 Ainsi, les articles mettent en avant différentes réalisations artistiques (détournements d'affiches, mise en scène de personnages, etc.) qui se veulent faites en hommage aux différents univers qui nourrissent le Geekdom.

## Diversification

### Geek-art: Une anthologie
L'ouvrage Geek-art : Une anthologie se compose de deux volumes, le premier est paru en 2012 et le second en 2015. Tous deux furent édités en français (chez Huginn et Muninn) et en anglais (chez Chronicle Books).
Ces livres qui recensent les œuvres de différents artistes se lisent comme une extension du site :
- 2013 - Geek-art, une anthologie Vol. 1 : Art, design, illustrations & sabres-lasers [1]
- 2015 - Geek-art : une anthologie. Volume 2 [2], c’est plus de 400 pages d’art inspirées par la pop culture avec des oeuvres imaginées par des artistes du monde entier dont Quibe.
- 2016 - Geek-art (Hors-Série) Batman [3], Geek-art et la French Paper Gallery se sont associés à Warner Brother et DC Comics pour lancer une entreprise artistique unique en son genre en réalisant un livre avec 31 artistes dont Quibe, Nicolas Delort, Mr Garcin.
- 2016 - Geek-art, une anthologie Vol. 3 [4]

### Expositions
Depuis plusieurs années Geek-art ne se contente plus de diffuser l'actualité du Geekdom, mais contribue à son élargissement via différents partenariats lors d'expositions ou par la présence de kiosques durant de grands événements touchant à cette culture :
| Année | Événement                                        | Participation                                                        |
| ----- | ------------------------------------------------ | -------------------------------------------------------------------- |
| 2013  | Comic Con France                                 | Exposition Heroes                                                    |
| 2014  | Exposition One Year of Batman                    | Partenariat (Warner Bros, DC Entertainment et French Paper Art Club) |
| 2015  | Exposition Metal Gear Solid V : The Phantom Pain | Partenariat (KONAMI et French Paper Art Club)                        |
| 2015  | Exposition Foo Fighters : Sonic Art Ways         | Partenariat (French Paper Art Club)                                  |
| 2016  | Exposition Pop Culture Delicatessen              | Partenariat (French Paper Art Club)                                  |
| 2016  | Exposition Dance with Shadows                    | Partenariat (French Paper Art Club)                                  |